# Nagari Parik Panjang
Nagari Parik Panjang is een bestuurslaag in het regentschap Agam van de provincie West-Sumatra, Indonesië. Nagari Parik Panjang telt 334 inwoners (volkstelling 2010).